# Vrícko
Vrícko és un poble i municipi d'Eslovàquia que es troba a la regió de Žilina, al centre-nord del país. El 2017 tenia 467 habitants.

## Demografia
| Godina             | 1994 | 2004   | 2014   | 2024   |
| ------------------ | ---- | ------ | ------ | ------ |
| Nombre de persones | 397  | 427    | 451    | 433    |
| Diferència         |      | +7,55% | +5,62% | −3,99% |

| Godina             | 2023 | 2024   |
| ------------------ | ---- | ------ |
| Nombre de persones | 438  | 433    |
| Diferència         |      | −1,14% |